# Mauretanien ved OL
Mauretanien deltog første gang i olympiske lege under Sommer-OL 1984 i Los Angeles og har siden deltaget i samtlige efterfølgende sommerlege. De har aldrig deltaget i vinterlege. Mauretanien har aldrig vundet nogen medalje.

## Medaljeoversigt
| Mauretaniens medaljer under de olympiske sommerlege | Mauretaniens medaljer under de olympiske sommerlege | Mauretaniens medaljer under de olympiske sommerlege | Mauretaniens medaljer under de olympiske sommerlege | Mauretaniens medaljer under de olympiske sommerlege | Mauretaniens medaljer under de olympiske sommerlege |
| --------------------------------------------------- | --------------------------------------------------- | --------------------------------------------------- | --------------------------------------------------- | --------------------------------------------------- | --------------------------------------------------- |
| Lege                                                | Guld                                                | Sølv                                                | Bronze                                              | Totalt                                              | Rang                                                |
| 1984 Los Angeles                                    | 0                                                   | 0                                                   | 0                                                   | 0                                                   | –                                                   |
| 1988 Seoul                                          | 0                                                   | 0                                                   | 0                                                   | 0                                                   | –                                                   |
| 1992 Barcelona                                      | 0                                                   | 0                                                   | 0                                                   | 0                                                   | –                                                   |
| 1996 Atlanta                                        | 0                                                   | 0                                                   | 0                                                   | 0                                                   | –                                                   |
| 2000 Sydney                                         | 0                                                   | 0                                                   | 0                                                   | 0                                                   | –                                                   |
| 2004 Athen                                          | 0                                                   | 0                                                   | 0                                                   | 0                                                   | –                                                   |
| 2008 Beijing                                        | 0                                                   | 0                                                   | 0                                                   | 0                                                   | –                                                   |
| 2012 London                                         | 0                                                   | 0                                                   | 0                                                   | 0                                                   | –                                                   |
| 2016 Rio de Janeiro                                 | 0                                                   | 0                                                   | 0                                                   | 0                                                   | –                                                   |
| 2020 Tokyo                                          |                                                     |                                                     |                                                     |                                                     |                                                     |
| Totalt                                              | 0                                                   | 0                                                   | 0                                                   | 0                                                   |                                                     |